# Resubelpara
Resubelpara é uma cidade  no distrito de East Garo Hills, no estado indiano de Meghalaya.

## Demografia
Segundo o censo de 2001, Resubelpara tinha uma população de 17,652 habitantes. Os indivíduos do sexo masculino constituem 51% da população e os do sexo feminino 49%. Resubelpara tem uma taxa de literacia de 68%, superior à média nacional de 59.5%: a literacia no sexo masculino é de 69% e no sexo feminino é de 66%. Em Resubelpara, 17% da população está abaixo dos 6 anos de idade.